# Karluk (Alaska)
Karluk is een plaats (census-designated place) in de Amerikaanse staat Alaska, en valt bestuurlijk gezien onder Kodiak Island Borough.

## Demografie
Bij de volkstelling in 2000 werd het aantal inwoners vastgesteld op 27.

## Geografie
Volgens het United States Census Bureau beslaat de plaats een oppervlakte van
155,4 km², waarvan 149,5 km² land en 5,9 km² water.

## Plaatsen in de nabije omgeving
De onderstaande figuur toont nabijgelegen plaatsen in een straal van 96 km rond Karluk.